# لصوق
في فضاء طوبولوجي، مجموعة لصوق جزء X من فضاء طوبولوجي (E,T) هو أصغر جزءِ مغلق يحتوي X.
من الواضح أن هذا الجزء موجود دائما، وذلك لأن E مجموعة مغلقة.
من جهة أخرى تقاطع كل المُغلقات التي تحتوي X هي جزء مغلق وهو أصغرهم وذلك تعريف بديل أو خاصية لمجموعة لصوق X.
مجموعة لصوق X تسمي أيضا  لاصقها أو  غالقها أو مجموعة  إغلاقها و نرمز له ب {\displaystyle {\overline {X}}}
2. نقول أن نقطة A ما من X نقطة ملاصقة X أو أنها تلصق ب X  أو أيضا لاصقة به إذا كان كل جوار A يقطع X.
خاصية — لاصق جزء من فضاء طوبولوجي هو مجموعة  النقط التي تلتصق به.
لصوق مجموعة ما يجرد للمفهوم العامي التطتيقي الذي نجده في التحليل و يقتضي  الاقتراب من هذه النقط الملتصقة دون مسها ودراسة النقط المجاورة كما لو كنا قد لامسناه فعلا. ودراسة الالتصاق في حالة الفضاءات المترية يقربنا أكثر إلى هذه الفكرة.

## أمثلة
1. مجموعة لصوق مجموعة الاعداد الجذرية {\displaystyle \mathbb {Q} } أو ألاعداد اللاجذرية في المحور الحقيقي{\displaystyle \mathbb {R} } هي المحور نفسه.
2. مجموعة لصوق مجال ما في {\displaystyle \mathbb {R} }هو المجال المغلق بنفس الحدّين.